# Vál-Tal-Bahn
|  | Dieser Artikel wurde aufgrund von akuten inhaltlichen oder formalen Mängeln auf der Qualitätssicherungsseite des Portals Bahn eingetragen. Bitte hilf mit, die Mängel dieses Artikels zu beseitigen, und beteilige dich bitte an der Diskussion. Artikel, die nicht signifikant verbessert werden, können gelöscht werden. |

| Zug im Endbahnhof Alcsútdoboz Arborétum                                           |                         |                       |                       |
| Streckenlänge:                                                                    | 5,69 km                 |                       |                       |
| Spurweite:                                                                        | 760 mm (Bosnische Spur) |                       |                       |
|                                                                                   |                         |                       |                       |
| \| \| \| Puskás Akadémia \| \| \| \| Felcsút \| \| \| \| Alcsútdoboz Arborétum \| |                         |                       |                       |
| Kopfbahnhof Streckenanfang                                                        |                         | Puskás Akadémia       | Puskás Akadémia       |
| Bahnhof                                                                           |                         | Felcsút               | Felcsút               |
| Kopfbahnhof Streckenende                                                          |                         | Alcsútdoboz Arborétum | Alcsútdoboz Arborétum |

Die Vál-Tal-Bahn, ungarisch Vál-völgyi Kisvasút, ist eine 5,69 Kilometer lange Schmalspurbahn in Ungarn. Sie wurde auf einem Teil der stillgelegten Bahnstrecke Bicske–Székesfehérvár gebaut und ging im Mai 2016 in Betrieb. Ihr Bau wurde teilweise durch die Europäische Union (EU) finanziert.

## Kontroverse
Viktor Orbán, Premierminister von Ungarn, wurde beschuldigt, 2 Millionen Euro EU-Gelder für den Bau verwendet zu haben. Der Finanzierungsantrag war mit täglich 2500 Fahrgästen begründet. Die tatsächliche Nutzung ist ein Tausendstel davon, Felcsút hat lediglich 1812 Einwohner und die Bahnstrecke ist nicht in das übrigen Eisenbahn- und Nahverkehrsnetz eingebunden. Benedek Jávor, MEP für die ungarische Partei Párbeszéd (Dialog für Ungarn), reichte 2016 als Reaktion einen Untersuchungsantrag beim Europäischen Amt für Betrugsbekämpfung (OLAF) ein.

## Lokomotiven
Die Züge werden mit Diesellokomotiven der MÁV-Baureihe Mk48 bespannt.
| Betriebsnummer | NVR-Fahrzeugnummer | Fabriknummer | Typ    | Hersteller | Baujahr | Vormaliger Betreiber | Status        | Bild |
| -------------- | ------------------ | ------------ | ------ | ---------- | ------- | -------------------- | ------------- | ---- |
| Mk48 2012      | 98 55 8244 212-7   | 035          | B-B DH | Rába       | 1961    | Nyírvidéki Kisvasút  | betriebsfähig |      |
| Mk48 2016      | 98 55 8244 216-8   | 039          | B-B DH | Rába       | 1961    | Nyírvidéki Kisvasút  | betriebsfähig |      |